# Osmanská turečtina
Osmanská turečtina či osmanština je forma turečtiny, která se používala za dob Osmanské říše. Disponovala mnoha výpůjčkami z arabštiny a perštiny a zapisovala se tureckým osmanským písmem (variantou arabského písma). Za dob největší slávy Osmanské říše tyto výpůjčky počtem výrazně převyšovaly původní turecká slova. Z tohoto důvodu byla osmanská turečtina z větší části nesrozumitelná chudým obyvatelům bez vzdělání, kteří mluvili kaba Türkçe („hrubou turečtinou“), která používala mnohem méně cizích výpůjček a která se stala základem dnešní turečtiny. K pojmenování osmanské turečtiny došlo během období Tanzimat. Osmanská turečtina de facto zanikla roku 1928, když Mustafa Kemal Atatürk provedl Atatürkovy reformy, mezi něž patřila i reforma jazyka. Atatürk ustanovil lidovou turečtinu spisovným jazykem a obrátil se k jazykovému purismu ve snaze vybudovat moderní národní stát. Zbavil se také osmanského arabského písma ve prospěch latinky, aby tak orientoval zemi více na západ a pryč od arabského světa.

## Vzorový text
15. století:
Heman ki başini yastiğa kodu, vezirleri cem etti.
"Tiz ulu oğlum Muradʼi getirin" dedi.
Çeşni başi Elvan Beyi gönderdi itdi.
"Ben hod bu döşekten kurtulmazım. Murad
gelmeden ben olürüm, memleket birbirine dokuşur.
Tedârik edin benim vefatım duyulmaya." dedi.

### Všeobecná deklarace lidských práv
| osmanská turečtina | بتون انسانلر حر، حيشيت و حقلر باقمڭدن اشت طوغرلر. عقل و وجدانه صحبترلر و بربرلرينه قارشو قرداشلق ذهنيت ايله حركت اتمهلودرلر.               |
| česky              | Všichni lidé se rodí svobodní a sobě rovní co do důstojnosti a práv. Jsou nadáni rozumem a svědomím a mají spolu jednat v duchu bratrství. |